# Taenia pisiformis
Taenia pisiformis Bloch, 1780 (chiamata in inglese anche rabbit tapeworm, ovvero tenia dei conigli) è un cestode endoparassita della famiglia Taeniidae.